# 山口眞季
山口 眞季（やまぐち まき、1997年10月15日 - ）は、大阪府出身のハンドボール選手。日本ハンドボールリーグの三重バイオレットアイリス所属。

## 経歴
2020年、日本ハンドボールリーグのソニーセミコンダクタマニュファクチャリングへ加入。
2023年6月、三重バイオレットアイリスに移籍。

## 詳細情報

### 年度別成績
| 年       | チーム   | 試合 | フィールド 得点 | 率   | 7m  | 合計 | 警告 | 退場 | 失格 |
| -------- | -------- | ---- | --------------- | ---- | --- | ---- | ---- | ---- | ---- |
| 2020-21  | ソニー   | 14   | 2/3             | .667 | 0/0 | 2/3  | 0    | 2    | 0    |
| 2021-22  | ソニー   | 2    | 2/4             | .500 | 0/0 | 2/4  | 0    | 0    | 0    |
| 2022-23  | ソニー   | 9    | 2/4             | .500 | 0/0 | 2/4  | 0    | 3    | 0    |
| JHL：4年 | JHL：4年 | 25   | 6/11            | .545 | 0/0 | 6/11 | 0    | 5    | 0    |

### 記録
- フィールドゴール初得点：2021年2月7日、対飛騨高山ブラックブルズ戦（ＯＫＢぎふ清流アリーナ）[3]

### 背番号
- 8 (2019年 - 2023年)[2]
- 28（2023年 - ）[1]